# ویکتور یاکوشف
ویکتور یاکوشف (انگلیسی: Viktor Yakushev; ۱۶ نوامبر ۱۹۳۷ – ۶ ژوئیهٔ ۲۰۰۱) بازیکن هاکی روی یخ اهل روسیه بود.
وی همچنین برندهٔ جوایزی همچون نشان دوستی شده‌است.